# لیگ برتر بسکتبال زنان ایران ۱۳۸۴
لیگ برتر بسکتبال زنان ایران ۱۳۸۴ چهارمین دوره‌ی لیگ برتر بسکتبال زنان ایران بود. این مسابقات از آذرماه سال ۱۳۸۴ با حضور تیمهای تربیت بدنی کرمانشاه، حجاب قزوین، ذوب آهن اصفهان، صداری شیراز، حجاب شیراز، آرارات تهران، شرکت نفت تهران، فورویل تهران، دانشگاه آزاد تهران و فولاد مبارکه سپاهان آغاز شد و در اسفند ۱۳۸۴ با قهرمانی فولاد مبارکه سپاهان  پایان رسید. تیم فولاد مبارکه سپاهان به قهرمانی نیم فصل مسابقات نیز رسیده بود.  در پایان سال ۱۳۸۴، تینا عیسائیان از تیم آرارات تهران با کسب عنوان خانم گل و بهترین سانتر و  پر امتیازترین بازیکن در سال ۸۴ شناخته شد. آرمینه پطروس و آزاده مهرانپور از تیم فولاد مبارکه سپاهان و ماندانا مهرانپور از تیم پیکان از دیگر بازیکنان برتر در این سال بودند.

## رده‌بندی پایانی
| رتبه | تیم                 | امتیاز |
| ---- | ------------------- | ------ |
| ۱    | فولاد مبارکه سپاهان |        |
| ۲    | آرارات تهران        |        |
| ۳    | پیکان تهران         |        |